# Бріан Дабуль
Бріан Дабуль (ісп. Brian Dabul; нар. 24 лютого 1984) — колишній аргентинський тенісист.
Найвищу одиночну позицію світового рейтингу — 82 місце досяг 9 березня 2009, парну — 79 місце — 11 січня 2010 року.
Здобув 1 парний титул.
Найвищим досягненням на турнірах Великого шолома було 2 коло в одиночному розряді.
Завершив кар'єру 2012 року.

## Фінали турнірів ATP за кар'єру

### Парний розряд: 1 (1–0)
| Легенда                                     |
| ------------------------------------------- |
| Турніри Великого шолома (0–0)               |
| Фінали Світового туру ATP (0–0)             |
| Серія Мастерс 1000 Світового Туру ATP (0–0) |
| Світовий Тур ATP 500 (0–0)                  |
| Світовий Тур ATP 250 (1–0)                  |

| Результат | W/L | Дата     | Турнір               | Покриття | Партнер      | Суперники                       | Рахунок  |
| --------- | --- | -------- | -------------------- | -------- | ------------ | ------------------------------- | -------- |
| Перемога  | 1–0 | Лют 2009 | Вінья-дель-Мар, Чилі | Ґрунт    | Пабло Куевас | Франтішек Чермак Міхал Мертиняк | 6–3, 6–3 |